# Polanka (rejon ignaliński)
Polanka (lit. Polianka) – wieś na Litwie, w okręgu uciańskim, w rejonie ignalińskim, w starostwie Daugieliszki Nowe.

## Historia
W czasach zaborów wieś leżała w granicach Imperium Rosyjskiego.
W dwudziestoleciu międzywojennym wieś leżała w Polsce, w województwie nowogródzkim (od 1926 w województwie wileńskim), w powiecie brasławskim, w gminie Rymszany.
Według Powszechnego Spisu Ludności z 1921 roku zamieszkiwały tu 53 osoby, 17 było wyznania rzymskokatolickiego, 3 prawosławnego, a 33 staroobrzędowego. Jednocześnie 17 mieszkańców zadeklarowało litewską przynależność narodową, a 36 rosyjską. Były tu 12 budynki mieszkalne. W 1931 w 20 domach zamieszkiwało 117 osób.
Wierni należeli do parafii rzymskokatolickiej w Rymszanach i prawosławnej w Dryświatach. Miejscowość podlegała pod Sąd Grodzki w m. Turmont i Okręgowy w Wilnie; właściwy urząd pocztowy mieścił się w Rymszanach.